# هیساشی کوروساکی
هیساشی کوروساکی (به انگلیسی: Hisashi Kurosaki) بازیکن فوتبال اهل ژاپن و عضو تیم ملی فوتبال ژاپن است که در تاریخ ۰۵ مه ۱۹۸۹ میلادی اولین بازی ملی‌اش را انجام داد. او در ۲۴ بازی ملی حضور داشت و آخرین بازی ملی خود را در تاریخ ۱۳ فوریه ۱۹۹۷ میلادی انجام داد. هیساشی کوروساکی در بازی‌های ملی‌اش
۴ گل به ثمر رساند.